# Tracy Metz

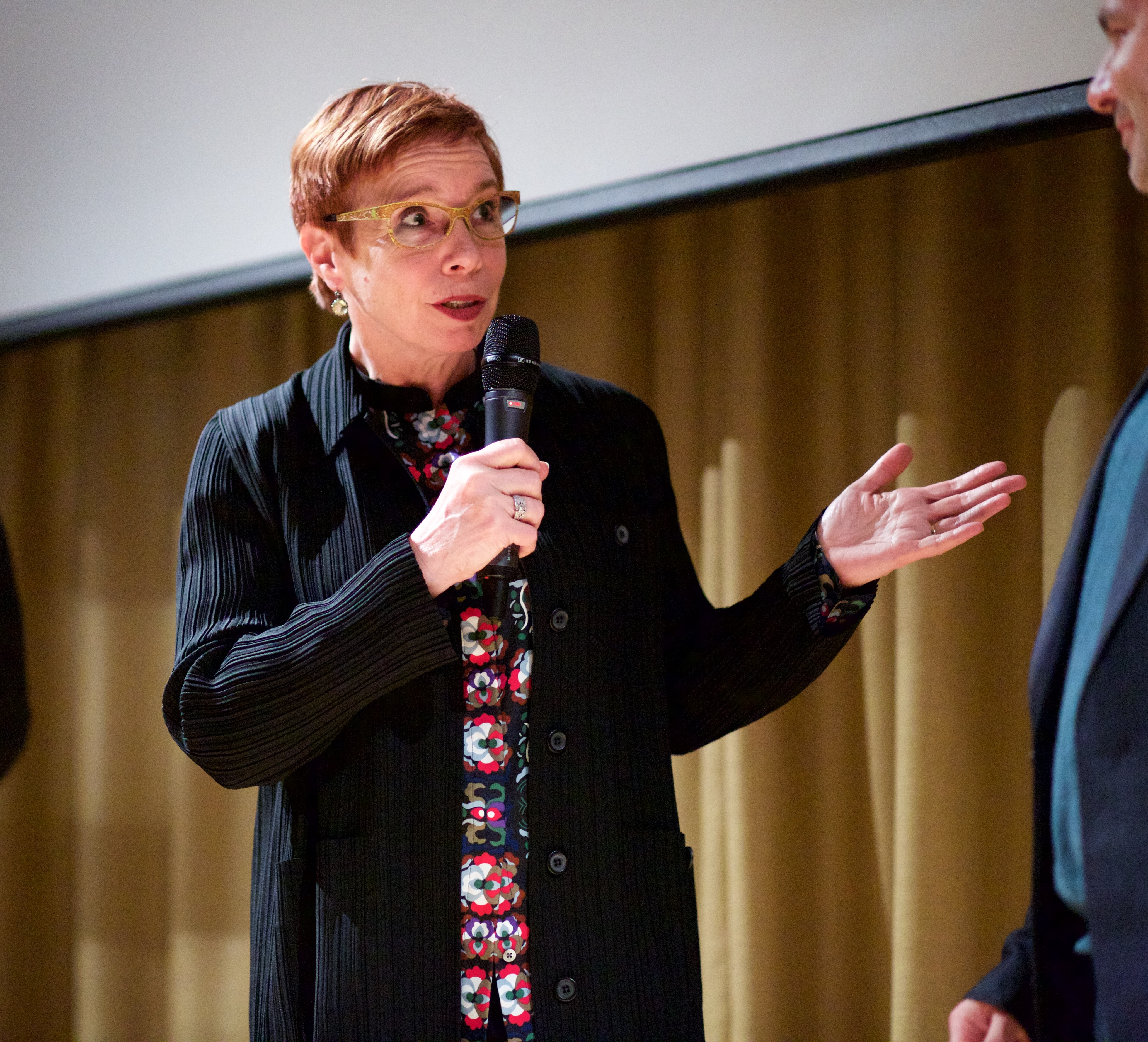
Tracy Metz, 2016

Tracy Metz (Californië, 1954) is een Amerikaans journalist die in Nederland woont en werkt. Zij schrijft voor NRC Handelsblad, De Groene Amsterdammer en Architectural Record. Sinds 2013 is ze directeur van het John Adams Institute.
Naast haar journalistieke werk schrijft Metz boeken over ruimtelijke vraagstukken. Metz is oprichter en presentator van het live-praatprogramma Stadsleven en directeur van het John Adams Institute, centrum voor Amerikaanse cultuur. Zij ontving in 2007 de Loeb Fellowship en was Visiting Fellow bij de Harvard Graduate School of Design. Zij was lid van de Deltacommissie, is gastonderzoeker geweest bij het Ruimtelijk Planbureau en was lid van de Raad voor het Landelijk Gebied, adviesorgaan van het voormalige ministerie van LNV. In 2012 was zij de winnaar van de Groeneveldprijs en in 2016 van de Maaskantprijs.